# Résistance de contact

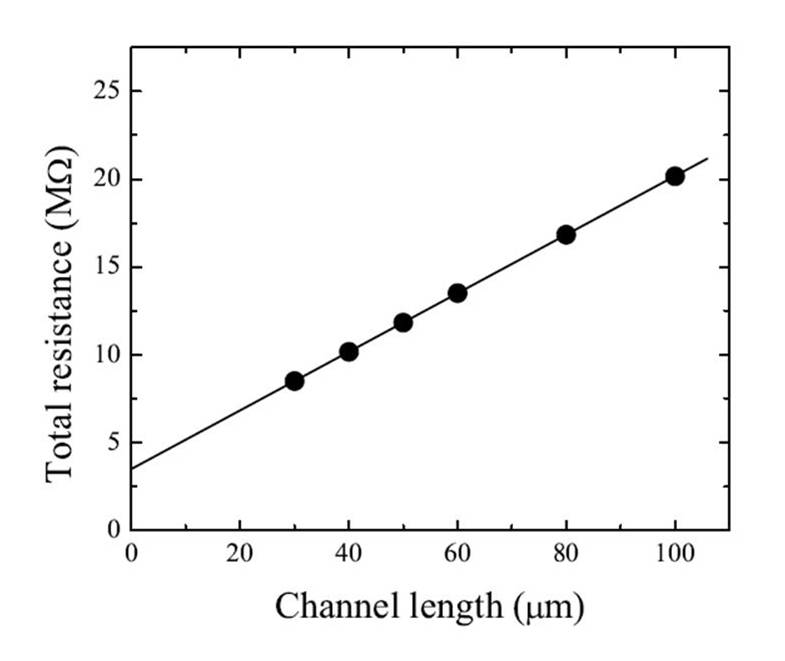
Schéma de l'estimation de la résistance de contact par la méthode de la ligne de transmission (TLM).

La résistance de contact est la contribution à la résistance totale d'un circuit électrique qui peut être attribuée aux interfaces de contact des conducteurs et connexions électriques, par opposition à la résistance intrinsèque. Cet effet est décrit par le terme résistance électrique de contact (REC ou ECR, de l'anglais electrical contact resistance) et résulte des zones limitées de contact réel avec une interface et de la présence de films de surface résistifs ou de couches d'oxydes. En plus du terme ECR, on utilise également les appellations résistance d'interface, résistance transitionnelle ou simplement terme de correction. Le terme résistance parasite est utilisé comme un terme plus général, dont on suppose généralement que la résistance de contact est une composante majeure.
La REC peut varier dans le temps, le plus souvent décroissant, dans un processus connu sous le nom de fluage de résistance. L'idée de chute de potentiel sur l'électrode d'injection a été introduite par William Shockley pour expliquer la différence entre les résultats expérimentaux et le modèle d'approximation graduelle du canal. 

## Caractérisation expérimentale
Ici, nous devons distinguer l'évaluation de la résistance de contact dans les systèmes à deux électrodes (par exemple les diodes) et les systèmes à trois électrodes (par exemple les transistors).

### Deux électrodes
Pour les systèmes à deux électrodes, la résistivité de contact spécifique est définie expérimentalement comme la pente de la courbe I-V à V = 0 :
{\displaystyle r_{c}=\left\{{\frac {\partial V}{\partial J}}\right\}_{V=0}}
où J est la densité de courant, ou courant par surface. Les unités de résistivité de contact spécifique sont donc généralement en ohms-mètre carré ({\displaystyle \Omega \cdot {\text{m}}^{2}}) ou {\displaystyle \Omega \cdot {\text{cm}}^{2}}. Lorsque le courant est une fonction linéaire de la tension, l'appareil est dit à contacts ohmiques.
La résistance des contacts peut être estimée grossièrement en comparant les résultats d'une mesure à quatre pointes à ceux d'une simple mesure à deux fils effectuée avec un ohmmètre. Dans une expérience à deux fils, le courant de mesure provoque une chute de potentiel à la fois sur les fils de test et les contacts de sorte que la résistance de ces éléments est indissociable de la résistance de l'appareil réel, avec lequel ils sont en série. Dans une mesure par sonde à quatre pointes, une paire de fils est utilisée pour injecter le courant de mesure tandis qu'une deuxième paire de fils, en parallèle avec la première, est utilisée pour mesurer la chute de potentiel à travers l'appareil. Dans ce cas, il n'y a pas de chute de potentiel sur les fils de mesure de tension, donc la chute de résistance de contact n'est pas incluse. La différence entre la résistance dérivée des méthodes à deux et quatre fils est une mesure raisonnablement précise de la résistance de contact en supposant que la résistance des fils est beaucoup plus petite.
La résistance de contact spécifique peut être obtenue en multipliant par la surface de contact. La résistance de contact peut varier avec la température.
Les méthodes inductives et capacitives pourraient être utilisées en principe pour mesurer une impédance intrinsèque sans la complication de la résistance de contact. En pratique, les méthodes à courant continu sont généralement utilisées pour déterminer la résistance.

### Trois électrodes
Les systèmes à trois électrodes tels que les transistors nécessitent des méthodes plus compliquées pour l'approximation de la résistance de contact. L'approche la plus courante est le modèle de ligne de transmission (TLM). Ici, la résistance totale de l'appareil {\displaystyle R_{\text{tot}}} est tracé en fonction de la longueur du canal :
{\displaystyle R_{\text{tot}}=R_{\text{c}}+R_{\text{ch}}=R_{\text{c}}+{\frac {L}{WC\mu \left(V_{\text{gs}}-V_{\text{ds}}\right)}}}
où {\displaystyle R_{\text{c}}} et {\displaystyle R_{\text{ch}}} sont les résistances de contact et de canal, respectivement, {\displaystyle L/W} est la longueur/largeur du canal, {\displaystyle C} est la capacité seuil de l'isolant (par unité de surface), {\displaystyle \mu } est la mobilité des transporteurs, et {\displaystyle V_{\text{gs}}} et {\displaystyle V_{\text{ds}}} sont les tensions seuil-source et drain-source.

## Mécanismes
Pour des propriétés physiques et mécaniques données, les paramètres qui régissent l'amplitude de la résistance électrique de contact (REC) et sa variation à une interface se rapportent principalement à la structure de surface et à la charge appliquée (mécanique de contact). Les surfaces des contacts métalliques présentent généralement une couche externe de matériau d'oxyde et de molécules d'eau adsorbées, qui conduisent à des jonctions de type condensateur au niveau des aspérités faiblement en contact et des contacts de type résistance au niveau des aspérités fortement en contact, où une pression suffisante est appliquée pour que les aspérités pénètrent dans la couche d'oxyde, former des plaques de contact métal sur métal. Si un patch de contact est suffisamment petit, avec des dimensions comparables ou inférieures au libre parcours moyen des électrons, la résistance au niveau du patch peut être décrite par le mécanisme de Sharvin, le transport des électrons pouvant être décrit par conduction balistique. Généralement, au fil du temps, les zones de contact se dilatent et la résistance de contact à une interface se relâche, en particulier au niveau des surfaces faiblement en contact, par soudage induit par courant et claquage diélectrique. Ce processus est également connu sous le nom de fluage de résistance. Le couplage de la chimie de surface, de la mécanique de contact et des mécanismes de transport de charges doit être pris en compte dans l'évaluation mécanistique des phénomènes ECR.

## Importance
Les mauvais contacts sont la cause de pannes ou de performances médiocres dans une grande variété d'appareils électriques. Par exemple, des serre-câbles corrodés peuvent contrecarrer les tentatives de démarrage d'un véhicule dont la batterie est faible. Des contacts sales ou corrodés sur un fusible ou son support peuvent donner la fausse impression que le fusible est grillé. Une résistance de contact suffisamment élevée peut provoquer un échauffement important dans un appareil à courant élevé. Les contacts imprévisibles ou bruyants sont une cause majeure de défaillance des équipements électriques.

## Résistance de contact de la peau
En électrothérapie, la résistance électrique de la peau ({\displaystyle R_{\text{peau}}}) est évaluée en fonction de la résistance de contact de celle-ci ({\displaystyle R_{c}}) et de l'aire ({\displaystyle A}) des électrodes utilisées par la relation :
{\displaystyle R_{\text{peau}}={\frac {R_{c}}{A}}}
La résistance de contact de la peau est de l'ordre de grandeur de 100 000 Ω cm2 et peut prendre des valeurs généralement comprises entre 30 000 Ω cm2 et 300 000 Ω cm2[réf. souhaitée].

## En thermique
Les mesures de la conductivité thermique sont également soumises à la résistance de contact. Elles sont particulièrement considérées dans le transport de chaleur à travers les milieux granulaires. De même, une chute de pression hydrostatique (analogue à la tension électrique) se produit lorsque le flux de fluide passe d'un canal à un autre.